# Chaotisches Terrain

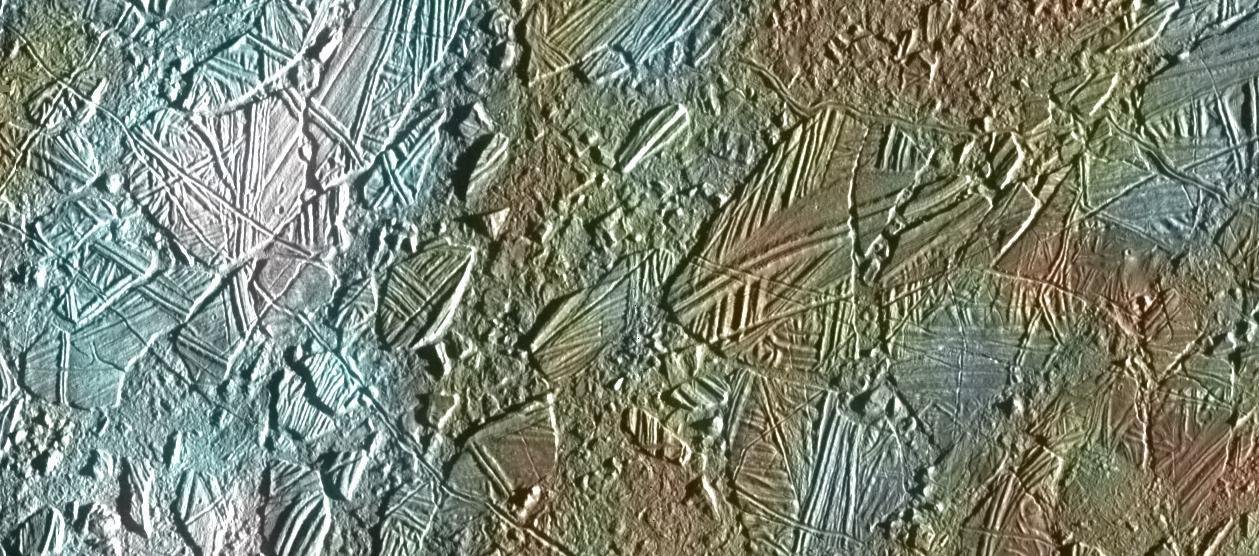
Conamara Chaos auf Europa

Chaotisches Terrain ist in der Astrogeologie eine planetare Oberfläche, die übereinander geworfene und miteinander verbundene Grate, Risse und Flächen aufweist. Chaotisches Terrain ist ein bemerkenswerter Teil auf den Planeten Mars und Merkur, dem Jupitermond Europa und dem Zwergplaneten Pluto.
In der wissenschaftlichen Nomenklatur wird Chaos als Namensbestandteil verwendet, wie z. B. bei Aureum Chaos auf dem Mars.

## Ursachen

### Europa
Bis jetzt sind die spezifischen Ursachen für die Entstehung nicht richtig verstanden, verschiedene Erklärungsmöglichkeiten wurden vorgestellt:
- So wurden 2004 Meteoriteneinschläge mit anschließendem Eindringen in eine dehnbare und/oder flüssige Planetenkruste vorgeschlagen.[2]
- Im November 2011 stellte ein Team der University of Texas in Nature Beweise vor, die darauf hindeuten, dass die meisten der chaotischen Strukturen über großen Seen aus flüssigen Wasser liegen.[3] Diese Seen wären komplett von der äußeren Eishülle des Mondes umschlossen und würden sich vom Ozean unterhalb, soweit er denn existiert, unterscheiden; zur Bestätigung dieser Theorie müsste eine Sonde die Eisdecke auf Europa entweder mit Radar oder als Kryobot untersuchen.

### Mars
Da sich durch das Zählen von Kratern das Alter bestimmen lässt (je mehr Krater ein Gebiet hat, desto älter ist es), haben Wissenschaftler geschlossen, dass sich die chaotischen Gebiete auf dem Mars vor ca. 2,0 bis 3,8 Milliarden Jahren gebildet haben. In mehreren Bereichen auf dem Mars scheint es, als ob die Regionen plötzlich entstanden sind, wobei der Vorgang länger gedauert haben muss.
Die meisten Gegenden werden durch den Austritt großer Mengen Wassers entstanden sein. Teile dieser Bereiche sind nicht komplett zusammengestürzt und könnten heute in den Hochebenen noch Wassereis enthalten. Die restlichen Ebenen könnten zusammengestürzt sein, als das Wasser ausfloss. Das Wassereis könnte aus den Sedimenten gestammt haben, die unter dem Ozean in große Canyons lief. Sobald der Ozean verschwunden war, froren die Sedimente ein. Später schmolz heißes Magma das Eis auf, das daraufhin unterirdische Flusssysteme bildete. Später näherten sich diese Systeme der Oberfläche und verursachten die Risse o. Ä., die heute zu sehen sind.
Die ersten Theorien über die Entstehung durch Wasser entstanden aufgrund von Bildern des Viking-Orbiters. Es wurde dabei vermutet, dass es sich um Ausflüsse eines globalen Aquifers handelt, der durch den Südpol gespeist wurde.

## Trivia
- In der Graphic Novel Watchmen denkt die Figur des Dr. Manhattan über alternative Sichtweisen auf seine Existenz nach, und vermutet, dass der Mars sich gegen das Leben und für chaotisches Terrain entschieden hat.